# أودري تشان
أودري تشان (بالإنجليزية: Audrey Chan)‏ هي فنانة أمريكية، ولدت في 1982.